# Dyrekcja Wywiadu Wojskowego
Dyrekcja Wywiadu Wojskowego (hiszp. hiszp. La Dirección de Inteligencia Militar, DIM) – wyspecjalizowany organ Ministerstwa Rewolucyjnych Sił Zbrojnych Republiki Kuby (hiszp. El Ministerio de las Fuerzas Armadas Revolucionarias de la República de Cuba, MINFAR), którego zadaniem jest gromadzenie i analiza informacji dotyczących potencjału sił zbrojnych innych państw oraz wywiad elektroniczny – prowadzenie nasłuchu i analizy sygnałów elektromagnetycznych.
Uwaga: nazwę Dyrekcja Wywiadu Wojskowego posiadają również francuskie służby specjalne